# دنی بیو
دنی بیو (انگلیسی: Danny Bew؛ 1896 – ۱۹۵۱ (۵۴−۵۵ سال)) بازیکن فوتبال اهل بریتانیا بود.
از باشگاه‌هایی که در آن بازی کرده‌است می‌توان به باشگاه فوتبال هال سیتی، باشگاه فوتبال ساندرلند، و باشگاه فوتبال سوئیندون تاون اشاره کرد.